# Edmund Wyly Grier
Sir Edmund Wyly Grier, ARC, né le 26 novembre 1862 et mort le 7 décembre 1957, est un portraitiste canadien d'origine australienne.

## Biographie
Il étudie à Londres à la Slade School of Art avec Alphonse Legros, à Rome. à la Scuola Libera del Nudo et à Paris à l'Académie Julian avec Adolphe Bouguereau et Tony Robert-Fleury. Il expose de 1886 à 1895 à la Royal Society of British Artists et à la Royal Academy. En 1891, il rentre au Canada et ouvre un studio de portrait à Toronto. Grier est reconnu et admis à l'Académie royale des arts du Canada et devient président en 1929. Il peint de nombreux portraits de politiciens et de chefs d'entreprise. Son premier portrait commandé est réalisé en 1888 et son dernier en 1947.
En 1935, il est élu Knight Bachelor par le gouvernement de Richard Bedford Bennett. En 1937, il est élu à l'Académie nationale du design en tant qu'académicien.

## Musées et collections publiques
- Agnes Etherington Art Centre
- Art Gallery of Greater Victoria
- Art Gallery of Nova Scotia
- Musée canadien de la guerre
- Musée des beaux-arts de l'Ontario
- Musée des beaux-arts de Montréal
- Musée national des beaux-arts du Québec[3]
- Museum London
- RiverBrink Art Museum
- The Market Gallery

## Galerie

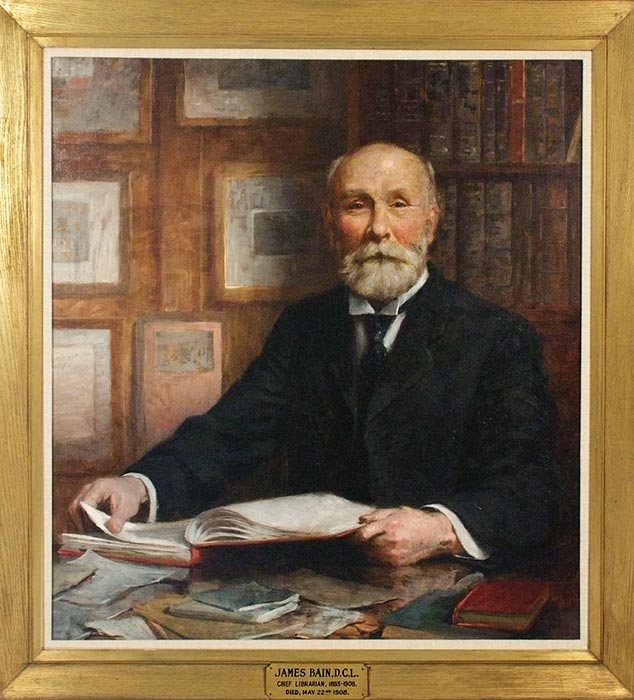
James Bain, bibliothécaire de la ville de Toronto, 1909
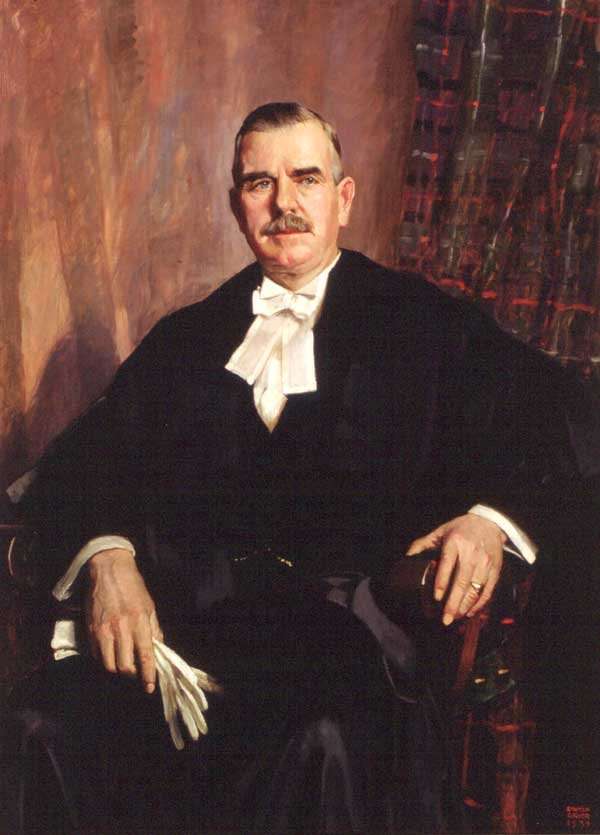
Président William David Black, 1930
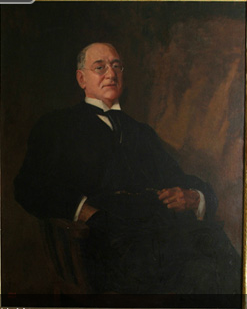
George Henry Murray, Province House (Nouvelle-Écosse)
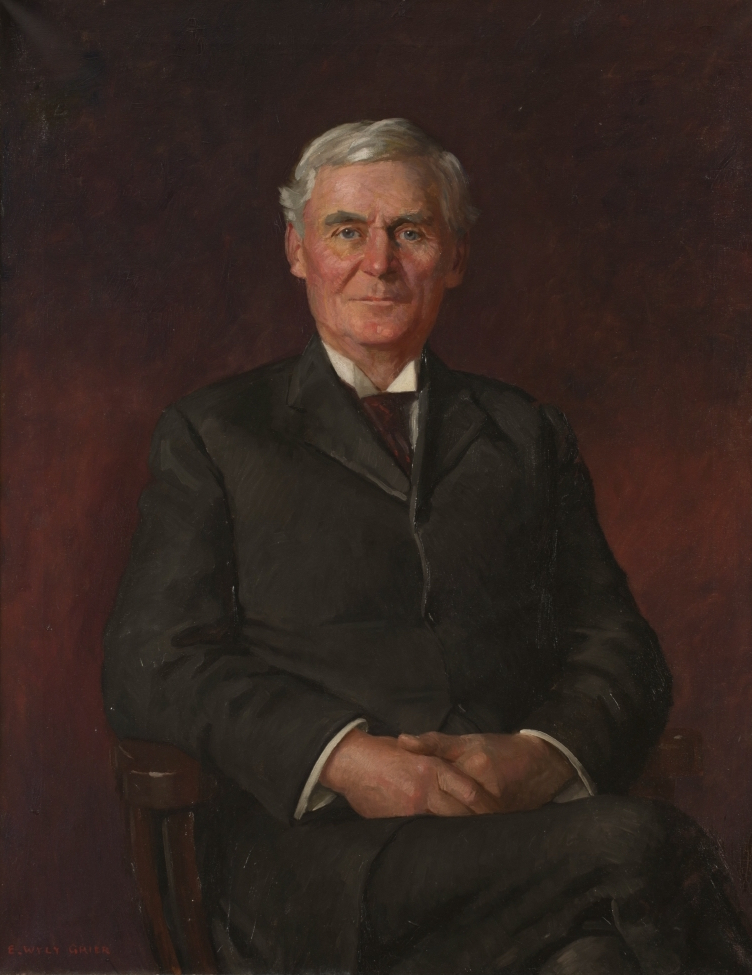
Richard Chapman Weldon